# Julius Miller

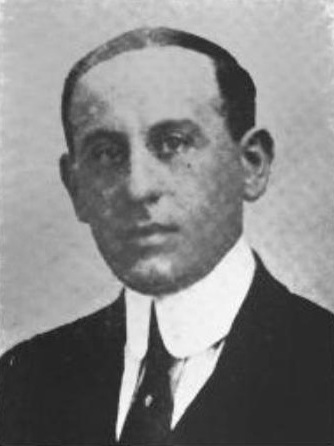
Julius Miller, 1921

Julius Miller (New York, 12 januari 1880 - aldaar, 3 februari 1955) was een Amerikaans politicus van de Democratische Partij en was de 11e stadsdeelvoorzitter van Manhattan van 1922 tot 1930.
Miller drukte gedurende zijn ambtstermijn als stadsdeelvoorzitter het plan door om het prototype van een verhoogde autosnelweg aan te leggen in het westen van Manhattan; de naar hem vernoemde Miller Highway, tegenwoordig de West Side Highway. 22 jaar na Millers overlijden besloot men deze oorspronkelijke snelweg af te sluiten na een gedeeltelijke instorting door een ongeluk met een te zwaar beladen vrachtwagen vanwege slecht onderhoud eind 1973, waarna de Miller Highway werd vervangen door de huidige boulevard.

## Levensloop
Miller was de zoon van Pincus Miller en Bertha Miller. Hij studeerde af aan de New York Law School en werkte vanaf 1901 als advocaat. Miller zetelde in de New York State Senate in 1919 en 1920, en werd in 1922 verkozen tot stadsdeelvoorzitter van Manhattan. In zijn periode als voorzitter steunde Miller onder andere de bouw van het Helmsley Building op Park Avenue in de late jaren 20. Daarnaast promootte hij de bouw van een viaduct in de omgeving van de Grand Central Terminal op Vanderbilt Avenue.
Millers grootste verwezenlijking als voorzitter was echter goedkeuring afdwingen voor de aanleg van een autosnelweg met noord-zuidverbinding tussen Midtown West en TriBeCa medio jaren 20 en begin jaren 30. De snelweg was uiteindelijk gereed vier jaar voor Millers overlijden in 1951, maar werd in de jaren 70 en 80 alweer afgebroken door slechte of onaanzienlijke reparaties en omdat de leegstaande snelweg tot en met 1977 ernstig in verval was geraakt.
Miller trad af als stadsdeelvoorzitter in 1930 en was vanaf 1933 in functie als rechter in de New York Supreme Court. Hij was met pensioen sinds 1950.
Miller stierf thuis op 75-jarige leeftijd.